# Рокфелер Сентър
Рокфелер Сентър е голям комплекс от офис сгради в Манхатън, Ню Йорк с площ от 89 000 m², между 48-а и 51-ва улица. Построен е през 1930-те години от рода Рокфелер.

## История
Идеята за издигането на комплекса от офис сгради като „град в града“ е на основателя на династията Джон Рокфелер, който по онова време живее в същия квартал и желае да подпомогне по-бързото му развитие. С цялостното реализиране на проекта обаче се заема неговият син и наследник Джон Рокфелер младши. Строежът продължава от 1929 до 1940 г., а запазена марка стават 14-те небостъргача в стил ар деко.
Днес комплексът е собственост на японската компания Mitsubishi Group, която го купува през 1989 г. Тук са централите на някои от най-големите компании в света като Time Inc. (издателят на списание „Time“), NBC, „Christie’s“ и други.